# 79 Samodzielna Gwardyjska Brygada Zmechanizowana
79 Samodzielna Gwardyjska Insterburska Brygada Zmechanizowana (ros. 79-я отдельная гвардейская мотострелковая Инстербургская дважды Краснознамённая, ордена Суворова бригада) – związek taktyczny wchodzący w skład Wojsk Brzegowych Floty Bałtyckiej FR.

## Historia
Brygada wywodzi swój rodowód od 133 Dywizji Strzeleckiej sformowanej w 1939 roku w rejonie Nowosybirska. W 1941 roku przemieszczono ją pod Wiaźmę, włączając w skład 49, a następnie 41 Armii Ogólnowojskowej. Związek taktyczny brał udział w wielu znaczących bitwach II wojny światowej (bitwa na łuku kurskim, wyzwolenie Moskwy, zdobycie Bałtijska). W 1942 roku dywizję przemianowano na 18 Gwardyjską Dywizję Strzelecką. Wojnę dywizja zakończyła z nazwą wyróżniającą „Insterburska”, dwoma Orderami Czerwonego Sztandaru i Orderem Suworowa II stopnia. Po zakończeniu II wojny światowej przemianowano ją na 30 Dywizję Zmechanizowaną i włączono w skład 11 Armii Nadbałtyckiego Okręgu Wojskowego. W 1964 roku zmieniono jej nazwę na 18 Dywizję Zmechanizowaną. W 1968 roku dywizja uczestniczyła w operacji „Dunaj”, po czym włączono ją do składu Centralnej Grupy Wojsk. W 1991 wyprowadzono ją z Czechosłowacji i dyslokowano w m. Gusiew włączając ponownie w skład 11 Armii. W 1997 roku włączono ją w skład Wojsk Brzegowych Floty Bałtyckiej. W 1998 roku dywizję skadrowano, a w 2001 roku powołano na jej bazie 19 batalion rozpoznawczy. W 2002 roku, na mocy Dyrektywy Sztabu Generalnego FR № 730/2/1/0855 z 15 grudnia 2001 roku powołano 79 Brygadę Zmechanizowaną. Brygada zachowała tradycje jednostek poprzedzających. 23 grudnia 2011 roku wręczono jej sztandar. Brygada została w grudniu 2020 roku rozbudowana do stanu dywizji i przemianowana na 18 Dywizję Zmechanizowaną z zachowaniem nazw wyróżniających i orderów.

## Skład
| - Dowództwo i sztab, - 1 batalion zmechanizowany, - 2 batalion zmechanizowany, - 3 batalion zmechanizowany, - batalion czołgów, - 1 dywizjon artylerii samobieżnej, - 2 dywizjon artylerii samobieżnej, - dywizjon artylerii rakietowej, - dywizjon artylerii przeciwpancernej, - dywizjon artylerii przeciwlotniczej, - batalion rozpoznawczy, - batalion saperów, - batalion dowodzenia i łączności, - batalion remontowy, | - batalion zabezpieczenia materiałowo-technicznego, - kompania strzelców wyborowych, - kompania chemiczna, - kompania WRE, - kompania komendancka, - kompania medyczna, - bateria dowodzenia i rozpoznania artyleryjskiego: - pluton dowodzenia i radiolokacji, - pluton dowodzenia, - pluton instruktorów, - pluton trenażerów, - komenda poligonu, - orkiestra. |